# Gavi (calciatore)
Gavi, pseudonimo di Pablo Martín Páez Gavira (AFI: [ˈɡaβi]; [ˈpa.βlo maɾˈtim ˈpa.eθ ɣaˈβiɾa]; Los Palacios y Villafranca, 5 agosto 2004), è un calciatore spagnolo, centrocampista del Barcellona e della nazionale spagnola, con cui ha vinto la UEFA Nations League 2022-2023.

## Caratteristiche tecniche
Ritenuto uno dei calciatori giovani più forti al mondo, Gavi è una mezzala molto dotata tecnicamente. Giocatore versatile, può essere impiegato anche come trequartista, esterno d'attacco o falso nove. Le sue principali qualità sono la capacità di impostare il gioco e l'agilità; per tali doti viene paragonato all'ex giocatore, e poi suo allenatore, Xavi.
Nel 2021 è stato inserito nella lista "Next Generation" dei sessanta migliori talenti nati nel 2004, redatta dal quotidiano inglese The Guardian.

## Carriera

### Club

#### Gli inizi
Cresciuto nel settore giovanile del Betis, nel 2015 viene acquistato dal Barcellona, con cui cinque anni dopo firma il suo primo contratto professionistico. Il 21 febbraio 2021 debutta con la seconda squadra catalana durante l'incontro vinto 6-0 contro il L'Hospitalet, sostituendo Nico González al 77º minuto. Il 14 marzo seguente gioca, invece, la sua prima gara da titolare contro l'Espanyol B.

#### Barcellona
Nella stagione 2021-22 viene promosso in prima squadra da Ronald Koeman. Dopo alcune buone prestazioni durante il ritiro estivo, l'allenatore olandese decide di confermarlo e preferirlo, in gerarchia, al connazionale Riqui Puig. Il 29 agosto 2021 debutta in Primera División, al Camp Nou, nella vittoria per 2-1 contro il Getafe, sostituendo Sergi Roberto al 73º minuto. Il 14 settembre esordisce in Champions League, subentrando a Sergio Busquets nel match casalingo perso contro il Bayern Monaco (0-3). Il 18 dicembre segna la sua prima rete per i blaugrana, nell'incontro vinto 3-2 contro l'Elche. Conclude la prima stagione per il club con due reti segnate in 47 incontri complessivi.
Il 17 ottobre 2022 conquista il Trofeo Kopa come miglior giocatore U-21 al mondo, succedendo al compagno di squadra Pedri. Quattro giorni dopo riceve anche il premio come Golden Boy, sempre inerente alla passata stagione. Il 15 gennaio 2023 contribuisce, con una rete e due assist, alla vittoria della Supercoppa spagnola ai danni del Real Madrid (1-3); per Gavi si tratta del primo trofeo in carriera. Il 31 gennaio, dopo aver rinnovato con i Blaugrana fino al 2026, gli viene assegnata la maglia numero 6, appartenuta per quindici anni (2000-2015) al suo allenatore dell'epoca Xavi. Il 14 maggio 2023 si laurea per la prima volta campione di Spagna, in seguito alla vittoria per 4-2 nel derby contro l'Espanyol.

### Nazionale
Il 30 settembre 2021 riceve la sua prima convocazione in nazionale maggiore, da parte del commissario tecnico Luis Enrique. Fa il suo debutto ufficiale il 6 ottobre nella semifinale di UEFA Nations League contro l'Italia al Meazza (2-1), partita in cui diventa, a 17 anni e 2 mesi, il più giovane esordiente nella storia della selezione spagnola, battendo il record appartenente ad Ángel Zubieta che durava dal 1936.
Segna il suo primo gol con la massima selezione iberica durante la partita esterna di Nations League contro la Rep. Ceca (2-2), fissando il risultato sul provvisorio 1-1 e divenendo, a 17 anni e 304 giorni, il più giovane marcatore nella storia delle furie rosse, battendo per 7 giorni il record detenuto dal compagno di club Ansu Fati. Il suo record è stato battuto l'8 settembre 2023 dal compagno di club Lamine Yamal.
Convocato per disputare la fase finale del campionato del mondo 2022, nella partita d'esordio degli spagnoli, giocata a Doha il 23 novembre, va a segno contribuendo alla vittoria per 7-0 contro la Costa Rica e diventando, all'età di 18 anni e 110 giorni, il più giovane calciatore spagnolo a segnare in un campionato del mondo e il terzo più giovane in assoluto a segnare in un mondiale, alle spalle di Pelé e Manuel Rosas.
Il 19 novembre 2023, nella partita di qualificazione al campionato d'Europa 2024 vinta per 3-1 contro la Georgia, riporta la rottura completa del legamento crociato anteriore del ginocchio destro e una lesione associata al menisco, infortunio che lo costringe a terminare in anticipo la stagione agonistica.

## Statistiche

### Presenze e reti nei club
Statistiche aggiornate al 14 giugno 2025.
| Stagione            | Squadra             | Campionato          | Campionato | Campionato | Coppe nazionali | Coppe nazionali | Coppe nazionali | Coppe continentali | Coppe continentali | Coppe continentali | Altre coppe | Altre coppe | Altre coppe | Totale | Totale | Totale |
| Stagione            | Squadra             | Comp                | Pres       | Reti       | Comp            | Pres            | Reti            | Comp               | Pres               | Reti               | Comp        | Pres        | Reti        | Pres   | Reti   |        |
| ------------------- | ------------------- | ------------------- | ---------- | ---------- | --------------- | --------------- | --------------- | ------------------ | ------------------ | ------------------ | ----------- | ----------- | ----------- | ------ | ------ | ------ |
| 2020-2021           | Barcellona B        | SDB                 | 2          | 0          | -               | -               | -               | -                  | -                  | -                  | -           | -           | -           | 2      | 0      |        |
| 2021-2022           | Barcellona B        | PD                  | 1          | 0          | -               | -               | -               | -                  | -                  | -                  | -           | -           | -           | 1      | 0      |        |
| Totale Barcellona B | Totale Barcellona B | Totale Barcellona B | 3          | 0          |                 | -               | -               |                    | -                  | -                  |             | -           | -           | 3      | 0      |        |
| 2021-2022           | Barcellona          | PD                  | 34         | 2          | CR              | 1               | 0               | UCL+UEL            | 6+5                | 0                  | SS          | 1           | 0           | 47     | 2      |        |
| 2022-2023           | Barcellona          | PD                  | 36         | 2          | CR              | 5               | 0               | UCL+UEL            | 6+0                | 0                  | SS          | 2           | 1           | 49     | 3      |        |
| 2023-2024           | Barcellona          | PD                  | 12         | 1          | CR              | 0               | 0               | UCL                | 3                  | 1                  | SS          | 0           | 0           | 15     | 2      |        |
| 2024-2025           | Barcellona          | PD                  | 26         | 1          | CR              | 4               | 1               | UCL                | 10                 | 0                  | SS          | 2           | 1           | 42     | 3      |        |
| Totale Barcellona   | Totale Barcellona   | Totale Barcellona   | 108        | 6          |                 | 10              | 1               |                    | 30                 | 1                  |             | 5           | 2           | 153    | 10     |        |
| Totale carriera     | Totale carriera     | Totale carriera     | 111        | 6          |                 | 10              | 1               |                    | 30                 | 1                  |             | 5           | 2           | 156    | 10     |        |

### Cronologia di presenze e gol in nazionale
| Cronologia completa delle presenze e delle reti in nazionale ― Spagna | Cronologia completa delle presenze e delle reti in nazionale ― Spagna | Cronologia completa delle presenze e delle reti in nazionale ― Spagna | Cronologia completa delle presenze e delle reti in nazionale ― Spagna | Cronologia completa delle presenze e delle reti in nazionale ― Spagna | Cronologia completa delle presenze e delle reti in nazionale ― Spagna | Cronologia completa delle presenze e delle reti in nazionale ― Spagna | Cronologia completa delle presenze e delle reti in nazionale ― Spagna |
| Data                                                                  | Città                                                                 | In casa                                                               | Risultato                                                             | Ospiti                                                                | Competizione                                                          | Reti                                                                  | Note                                                                  |
| --------------------------------------------------------------------- | --------------------------------------------------------------------- | --------------------------------------------------------------------- | --------------------------------------------------------------------- | --------------------------------------------------------------------- | --------------------------------------------------------------------- | --------------------------------------------------------------------- | --------------------------------------------------------------------- |
| 6-10-2021                                                             | Milano                                                                | Italia                                                                | 1 – 2                                                                 | Spagna                                                                | UEFA Nations League 2020-2021 - Semifinale                            | -                                                                     | 84’                                                                   |
| 10-10-2021                                                            | Milano                                                                | Spagna                                                                | 1 – 2                                                                 | Francia                                                               | UEFA Nations League 2020-2021 - Finale                                | -                                                                     | 75’                                                                   |
| 11-11-2021                                                            | Atene                                                                 | Grecia                                                                | 0 – 1                                                                 | Spagna                                                                | Qual. Mondiali 2022                                                   | -                                                                     | 65’                                                                   |
| 14-11-2021                                                            | Siviglia                                                              | Spagna                                                                | 1 – 0                                                                 | Svezia                                                                | Qual. Mondiali 2022                                                   | -                                                                     | 89’                                                                   |
| 26-3-2022                                                             | Cornellà de Llobregat                                                 | Spagna                                                                | 2 – 1                                                                 | Albania                                                               | Amichevole                                                            | -                                                                     | 64’                                                                   |
| 29-3-2022                                                             | La Coruña                                                             | Spagna                                                                | 5 – 0                                                                 | Islanda                                                               | Amichevole                                                            | -                                                                     | 69’                                                                   |
| 2-6-2022                                                              | Siviglia                                                              | Spagna                                                                | 1 – 1                                                                 | Portogallo                                                            | UEFA Nations League 2022-2023 - 1º turno                              | -                                                                     | 81’                                                                   |
| 5-6-2022                                                              | Praga                                                                 | Rep. Ceca                                                             | 2 – 2                                                                 | Spagna                                                                | UEFA Nations League 2022-2023 - 1º turno                              | 1                                                                     |                                                                       |
| 9-6-2022                                                              | Lancy                                                                 | Svizzera                                                              | 0 – 1                                                                 | Spagna                                                                | UEFA Nations League 2022-2023 - 1º turno                              | -                                                                     | 73’                                                                   |
| 12-6-2022                                                             | Malaga                                                                | Spagna                                                                | 2 – 0                                                                 | Rep. Ceca                                                             | UEFA Nations League 2022-2023 - 1º turno                              | -                                                                     | 59’                                                                   |
| 24-9-2022                                                             | Saragozza                                                             | Spagna                                                                | 1 – 2                                                                 | Svizzera                                                              | UEFA Nations League 2022-2023 - 1º turno                              | -                                                                     |                                                                       |
| 27-9-2022                                                             | Braga                                                                 | Portogallo                                                            | 0 – 1                                                                 | Spagna                                                                | UEFA Nations League 2022-2023 - 1º turno                              | -                                                                     | 60’                                                                   |
| 17-11-2022                                                            | Amman                                                                 | Giordania                                                             | 1 – 3                                                                 | Spagna                                                                | Amichevole                                                            | 1                                                                     | 58’                                                                   |
| 23-11-2022                                                            | Doha                                                                  | Spagna                                                                | 7 – 0                                                                 | Costa Rica                                                            | Mondiali 2022 - 1º turno                                              | 1                                                                     |                                                                       |
| 27-11-2022                                                            | Al Khor                                                               | Spagna                                                                | 1 – 1                                                                 | Germania                                                              | Mondiali 2022 - 1º turno                                              | -                                                                     | 66’                                                                   |
| 1-12-2022                                                             | Al Rayyan                                                             | Giappone                                                              | 2 – 1                                                                 | Spagna                                                                | Mondiali 2022 - 1º turno                                              | -                                                                     | 68’                                                                   |
| 6-12-2022                                                             | Al Rayyan                                                             | Marocco                                                               | 0 – 0 dts (3 – 0 dtr)                                                 | Spagna                                                                | Mondiali 2022 - Ottavi di finale                                      | -                                                                     | 63’                                                                   |
| 25-3-2023                                                             | Malaga                                                                | Spagna                                                                | 3 – 0                                                                 | Norvegia                                                              | Qual. Euro 2024                                                       | -                                                                     | 58’                                                                   |
| 28-3-2023                                                             | Glasgow                                                               | Scozia                                                                | 2 – 0                                                                 | Spagna                                                                | Qual. Euro 2024                                                       | -                                                                     | 79’                                                                   |
| 15-6-2023                                                             | Enschede                                                              | Spagna                                                                | 2 – 1                                                                 | Italia                                                                | UEFA Nations League 2022-2023 - Semifinale                            | -                                                                     | 57’ 68’                                                               |
| 18-6-2023                                                             | Rotterdam                                                             | Croazia                                                               | 0 – 0 dts (4 – 5 dtr)                                                 | Spagna                                                                | UEFA Nations League 2022-2023 - Finale                                | -                                                                     | 81’ 87’                                                               |
| 8-9-2023                                                              | Tbilisi                                                               | Georgia                                                               | 1 – 7                                                                 | Spagna                                                                | Qual. Euro 2024                                                       | -                                                                     | 45+1’ 58’                                                             |
| 12-9-2023                                                             | Granada                                                               | Spagna                                                                | 6 – 0                                                                 | Cipro                                                                 | Qual. Euro 2024                                                       | 1                                                                     | 76’                                                                   |
| 12-10-2023                                                            | Siviglia                                                              | Spagna                                                                | 2 – 0                                                                 | Scozia                                                                | Qual. Euro 2024                                                       | -                                                                     |                                                                       |
| 15-10-2023                                                            | Oslo                                                                  | Norvegia                                                              | 0 – 1                                                                 | Spagna                                                                | Qual. Euro 2024                                                       | 1                                                                     | 79’                                                                   |
| 16-11-2023                                                            | Limassol                                                              | Cipro                                                                 | 1 – 3                                                                 | Spagna                                                                | Qual. Euro 2024                                                       | -                                                                     |                                                                       |
| 19-11-2023                                                            | Valladolid                                                            | Spagna                                                                | 3 – 1                                                                 | Georgia                                                               | Qual. Euro 2024                                                       | -                                                                     | 26’                                                                   |
| 5-6-2025                                                              | Stoccarda                                                             | Spagna                                                                | 5 – 4                                                                 | Francia                                                               | UEFA Nations League 2024-2025 - Semifinale                            | -                                                                     | 90+1’ 90+6’                                                           |
| Totale                                                                |                                                                       | Presenze                                                              | 28                                                                    |                                                                       | Reti                                                                  | 5                                                                     |                                                                       |

## Palmarès

### Club
- Supercoppa di Spagna: 2

Barcellona: 2023, 2025
- Campionato spagnolo: 2

Barcellona: 2022-2023, 2024-2025
- Coppa di Spagna: 1

Barcellona: 2024-2025

### Nazionale
- UEFA Nations League: 1

2022-2023

### Individuale
- Trofeo Kopa: 1

2022
- Golden Boy: 1

2022